# Тищенко Оксана Іванівна
Оксана Іванівна Тищенко (1922 — ?) — українська радянська діячка, новатор сільськогосподарського виробництва, доярка колгоспу «Прогрес» Вознесенського району Миколаївської області. Депутат Верховної Ради УРСР 6—7-го скликань.

## Біографія
Народилася в селянській родині. Закінчила сільську школу. До 1941 року навчалася у педагогічному училищі.
З 1945 року — колгоспниця, обліковець городньої бригади, з 1953 року — доярка колгоспу «Прогрес» міста Вознесенська Вознесенського району Миколаївської області. Досягала високих надоїв молока: по 3000 кг. молока від кожної закріпленої корови.

## Нагороди
- орден «Знак Пошани» (26.02.1958)
- медалі